# Ableptina
Ableptina é um gênero de traça pertencente à família Arctiidae.

## Espécies
- Ableptina delospila A.E. Prout, 1927
- Ableptina nephelopera (Hampson, 1909)
- Ableptina nubifera (Hampson, 1902)